# 952 Caia
952 Caia eller 1915 S61 är en asteroid i huvudbältet, som upptäcktes den 27 oktober 1916 av den ryske astronomen Grigorij N. Neujmin vid Simeiz-observatoriet på Krim. Den har fått sitt namn efter Caia, en karaktär i den polske nobelpristagaren, Henryk Sienkiewicz roman Quo vadis?.
Asteroiden har en diameter på ungefär 88 kilometer.